# Cintococcus cinti
Cintococcus cinti är en insektsart som först beskrevs av Alfred Serge Balachowsky 1933.  Cintococcus cinti ingår i släktet Cintococcus och familjen ullsköldlöss.
Artens utbredningsområde är Frankrike. Inga underarter finns listade i Catalogue of Life.